# FNC Entertainment
FNC Entertainment (에프엔씨 엔터테인먼트) es una compañía de entretenimiento surcoreana formada por FNC Music, proveniente del nombre de "Fish and Cake". Fundada por el cantante y productor Han Seong Ho (한성호), este comenzó exclusivamente siendo el mánager de músicos pero luego cambió el nombre a FNC Entertainment en 2012, y empezó a ampliar su empresa en el campo del entretenimiento, a partir de 2012. Se han basado en las compañías o agencias de Chungcheongnam-do.

## FNC Kingdom

### Registro de Artistas
| - F.T. Island - CNBLUE - AOA - N.Flying - SF9 - Cherry Bullet - P1Harmony - AMPERS&ONE - Nizimasurira - Yonghwa - Lee Hong Ki - Innovator | - F.T. Triple - AOA Black - AOA Cream - Romantic J (Lee Jong Hyun, Juniel) - Two Song Place (Song Seung Hyun, Song Eun Yi) |

### Actores
| Masculinos               | Femeninos               |
| ------------------------ | ----------------------- |
| Park Gwang Hyun (박광현) | Kim Min Seo (김민서)    |
| Lee Dong Gun (이동건)    | Yoon Jin Seo (윤진서)   |
| Lee Hong Ki (이홍기)     | Lee Da Hae (이다해)     |
| Lee Jae Jin (이재진)     | Kim So Young (김소영)   |
| Choi Min Hwan (최민환)   | Kim Seo Jin (김서진)    |
| Jung Yong Hwa (정용화)   | Kim Seol Hyun (김설현)  |
| Kang Min Hyuk (강민혁)   | Shin Hye Jeong (신혜정) |
| Choi Jong Hoon (최종훈)  | Seo Yuna (서유나)       |
| Lee Jong Hyun (이종현)   | Park Choa (박초아)      |
| Song Seung Hyun (송승현) |                         |
| Lee Jung Shin (이정신)   |                         |
| Kwak Dong-yeon (곽동연)  |                         |
| Sung Hyuk (성혁)         |                         |
| Jung Hae In (정해인)     |                         |
| Kim Jae Hyun (김재현)    |                         |
| Jung Jin Young (정진영)  |                         |
| Jung Woo (정우)          |                         |

### Aprendices
- Andy Su[33]
- Yao Ming Ming[34]

### Animadores
- Yoo Jae Suk
- Jeong Hyeong Don
- Lee Guk Joo
- Song Eun Yi
- Noh Hong-chul
- Kim Yong Man[35]
- Ji Suk Jin[35]

### Compositores
- Jung Yong Hwa
- Lee Jong Hyun
- Lee Hong Ki
- Lee Jae Jin
- Choi Jong Hoon
- Lee Jung Shin
- Juniel
- Shin Ji Min
- Song Seung Hyun
- Kang Min Hyuk
- Lee Seung Hyub

## Neo School
Neo School es un grupo predebut de los aprendices de FNC quienes están aprendiendo bajo éste sello discográfico.
Pre-Debut
FNC Entertainment ha revelado detalles sobre NEOZ SCHOOL. Es un sistema de entrenamiento para preparar el nuevo grupo rookie. NEOZ es la primera clase de trainees y son candidatos para el nuevo grupo masculino de FNC planea revelar los perfiles de los integrantes a partir del 15 de diciembre al mediodía KST.
El 15 de diciembre de 2015, FNC Entertainment reveló los perfiles de Zu Ho, Cha Ni y Tae Yang, el 16 de diciembre a Young Bin, Ro Woon, el 17 de diciembre a Da Won, Hwi Young, Jae Yoon, el 18 de diciembre a In Seong fueron presentados como Dance Team , el 2 de mayo del 2016 fue presentado el Band Team con los integrantes Seo Dong Sung, Oh Seung Seok, Kim Chul Min y Kim Hwan.
FNC Entertainment estaría debutando a Team Dance o Team Band a través de un programa de supervivencia . Anunciando que sus novatos que están bajo su sistema de formación, NEOZ SCHOOL estarán batallando para debutar en D.O.B. Ambos equipos tuvieron que enfrentarse a través de las diferentes misiones, FNC Entertainment quería asegurarse de que los miembros que van a estar debutando mejoraran y tengan las cualidades de un ídolo como someterse a un sistema de formación, capacidad de la música, la presencia en el escenario y la personalidad.
El 29 de junio tuvieron su última batalla Team Dance fueron los ganadores.
El 21 de agosto la FNC en su cuenta oficial publicó el nombre de su nuevo grupo de baile y también que al día siguiente a las 6:10 p. m. (hora corea) mediante 'V live' iban a tener su primera transmisión como SF9 ya que antes eran conocidos como NEOZ.
Para poder graduarse de FNC NEOZ SCHOOL, los chicos tienen algunas tareas por lograr: la primera tarea fue que cada miembro grabe un vídeo de presentación personal donde deberán mostrar algunos de sus hoobies y talentos. El primero en subir su vídeo fue Young Bin, le siguió Chan Ni, el siguiente fue In Seong, el cuarto fue Tae Yang y el quinto fue Zu Ho, el sexto Hwi Young, el séptimo Jae Yoon, le siguió DaWon y el noveno y último fue RoWoon. La siguiente y última tarea es el: "Special Festival Tour 9" donde desde el 12 al 31 de agosto los estudiantes de toda corea pueden mandar una solicitud para que SF9 visiten su festival escolar y hagan una presentación, solo los 99 fanes de los respectivos colegios en solicitarlo, podrán asistir a su presentación.
El primer grupo de aprendices que debutarán como miembros de "SF9"(Sensational First 9 )
- Inseong(Vocalista y bailarín)
- Youngbin (Líder, rapero y bailarín)
- Jaeyoon ( Vocalista y Bailarín)
- Dawon ( Vocalista y bailarín)
- Juho (Rapero y vailarin)
- Rowoon (Vocalista y bailarín)
- Taeyang ( Vocalista y bailarín)
- Hwiyoung ( Rapero y bailarín)
- Chani (Rapero, maknae y bailarín)

## Artistas en formación
- M Signal
- Oh Woo-bin (ahora actor bajo JIHO Entertainment)

### Aprendices notables
- Lee Joon (ahora un actor bajo Prain TPC, miembro en formación de MBLAQ)
- EunB (fallecida, exmiembro de Ladies' Code)
- J-Hyo (ahora bajo Nega Network como un miembro de LC9)
- Kim Jung-woo (ahora bajo MBK Entertainment como un miembro de Speed)
- Lee Da-som (miembro en formación de Thaiti)

## Asociados
- FNC Academy (Corea)
- AI Entertainment (Japón)